# Macho Man (série télévisée)
Pour les articles homonymes, voir Macho Man.
Macho Man (Some of My Best Friends) est une série télévisée américaine en sept épisodes de 21 minutes, créée par Marc Cherry et Tony Vitale et dont seulement cinq épisodes ont été diffusés entre le 28 février et le 11 avril 2001 sur le réseau CBS.
En France, la série a été diffusée à partir du 27 avril 2002 sur Série Club et rediffusée sur Pink TV.

## Synopsis
Cette série met en scène les mésaventures de Warren, un écrivain gay, de Frankie, son colocataire hétéro originaire du Bronx, et de Vern, le flamboyant meilleur ami de Warren, qui n'hésite pas à s'introduire à l'improviste dans l'appartement de Warren et Frankie, en passant presque toujours par la fenêtre donnant sur l'escalier de secours. La confrontation des mondes de Warren et de Frankie offre de savoureuses scènes humoristiques et les interventions de Vern sont toujours hautes en couleur.

## Distribution
- Jason Bateman : Warren Fairbanks
- Danny Nucci : Frankie Zito
- Alec Mapa : Vern Limoso
- Joe Grifasi : Joseph « Joe » Zito
- Camille Saviola : Connie Zito
- Michael DeLuise : Pino Palumbo
- Jessica Lundy : Meryl Doogan

## Épisodes
1. Titre français inconnu (Pilot)
2. Titre français inconnu (Fight Night)
3. Titre français inconnu (Blah, Blah, Blah)
4. Titre français inconnu (A Brief Encounter)
5. Titre français inconnu (Shaggy Dog Story)
6. Titre français inconnu (The Marriage Counselor)
7. Titre français inconnu (Scenes from an Italian Party)

## Commentaires
Sans réussir à captiver une audience fidèle, la série a été arrêtée après la diffusion des cinq premiers épisodes. 
La série est inspirée du film Kiss Me, Guido. 
Marc Cherry, un des créateurs de Macho Man, participa ensuite à la série Desperate Housewives.